# Дулчанка
Дулчанка (рум. Dulceanca) — село у повіті Телеорман в Румунії. Входить до складу комуни Ведя.
Село розташоване на відстані 87 км на південний захід від Бухареста, 22 км на північний захід від Александрії, 106 км на схід від Крайови.

## Населення
За даними перепису населення 2002 року у селі проживали 633 особи, усі — румуни. Усі жителі села рідною мовою назвали румунську.